# Białka-Durchbruch

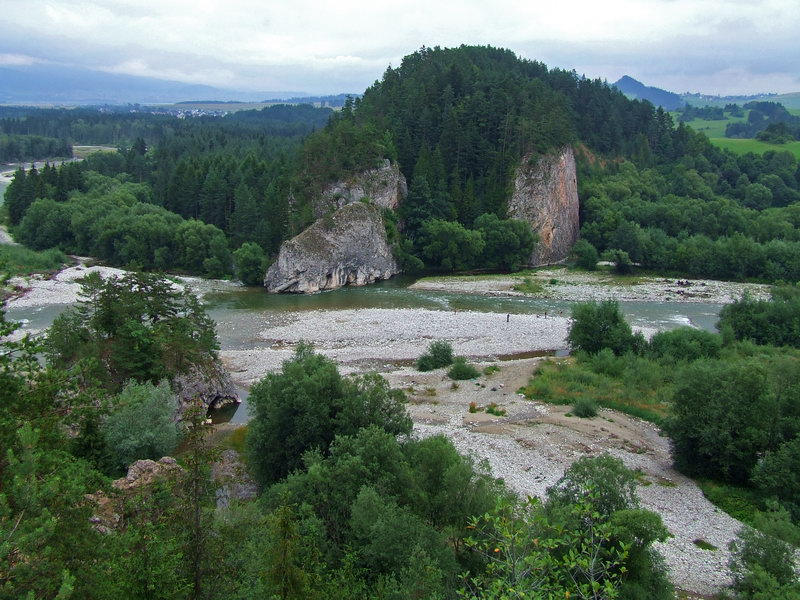
Blick vom Gipfel Obłazowa

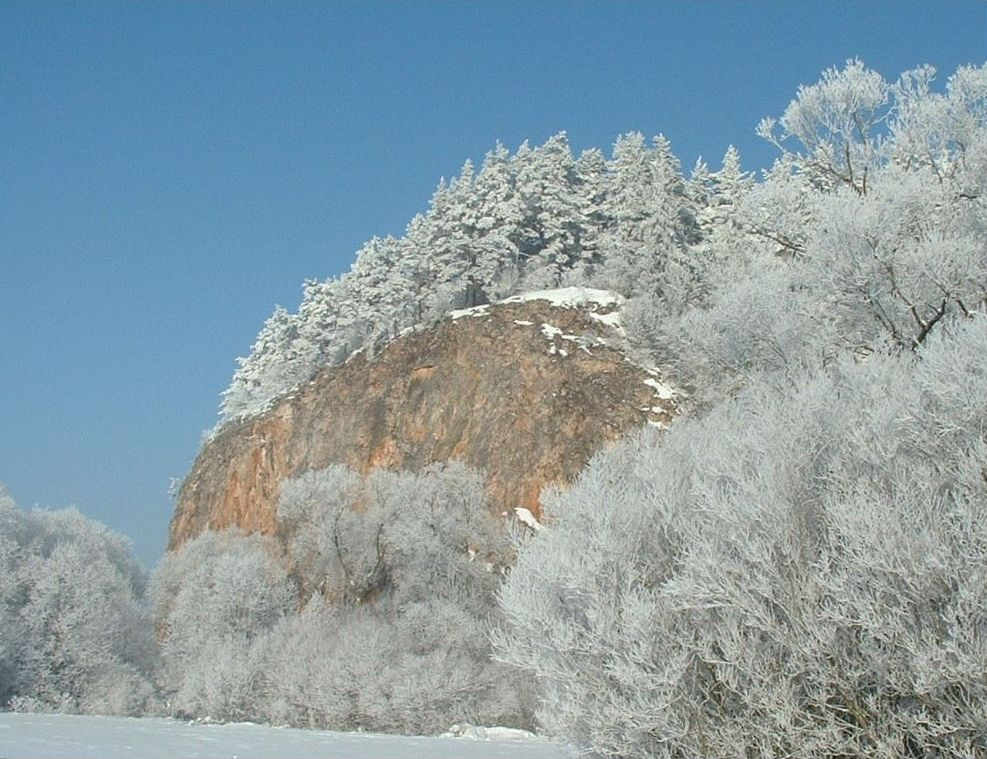
Blick auf den Felden Kramnica im Winter

Der Białka-Durchbruch bei Krempachy (polnisch: Pieniński Przełom Białki pod Krempachami) ist eine Schlucht der Białka durch das Gebirge der Pieninen (Zipser Pieninen) bei Krempachy. Das Gebiet wird als Naturreservat Natura 2000 geschützt.

## Geologie
Die Pieninen bestehen aus Kalkstein aus dem Erdzeitalter der Kreide (vor ca. 145–120 Millionen Jahre). Der Durchbruch befindet sich zwischen den beiden Kalkbergen Obłazowa und Kramnica. In den Kalkfelsen befinden sich drei Höhlen, unter anderem die Jaskinia Obłazowa.

## Archäologie
In der Höhle Jaskinia Obłazowa haben Archäologen menschliche Spuren aus der Altsteinzeit vor 40.000 Jahren gefunden, unter anderem einen 30.000 Jahre alten Bumerang aus Mammutknochen, den bisher ältesten gefundenen Bumerang.

## Panorama

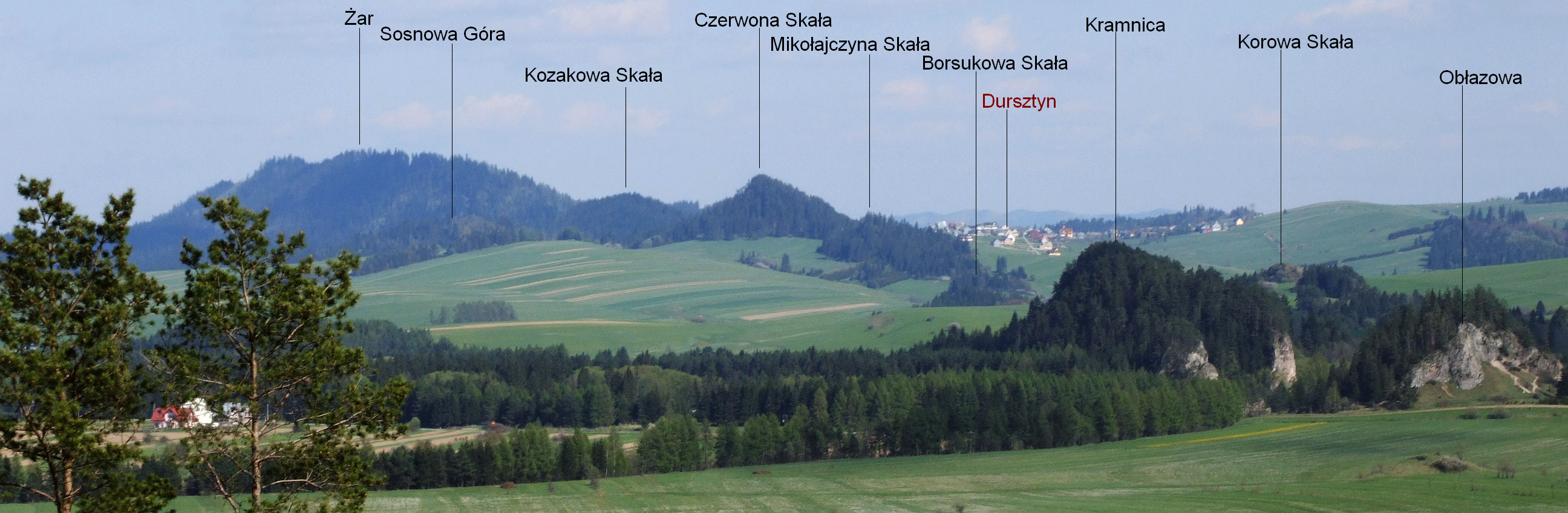
Bogen der Kalkfelsen in den Zipser Pieninen

## Nachweise
Józef Nyka, Pieniny. Przewodnik. Wyd. IX, Latchorzew, 2006, Wyd. Trawers, ISBN 83-915859-4-8